# 科西莫·德·美第奇
科西莫·迪·乔凡尼·德·美第奇（義大利語：Cosimo di Giovanni de' Medici；1389年9月27日—1464年8月1日）是意大利文艺复兴时期著名的佛罗伦萨僭主（非官方国家首脑）和大商人。他也被称为「老科西莫」或尊稱為「平民的保護者」、「国父」。他最重要的貢獻就是在佛羅倫斯與米蘭公國進行了十多年的戰爭後，1454年與米蘭公爵弗朗切斯科一世·斯福爾扎簽訂了洛迪和約，除了結束戰爭之外也帶來了義大利北部的和平。科西莫的名言是：「國家不能用念珠來治理」。

## 传记

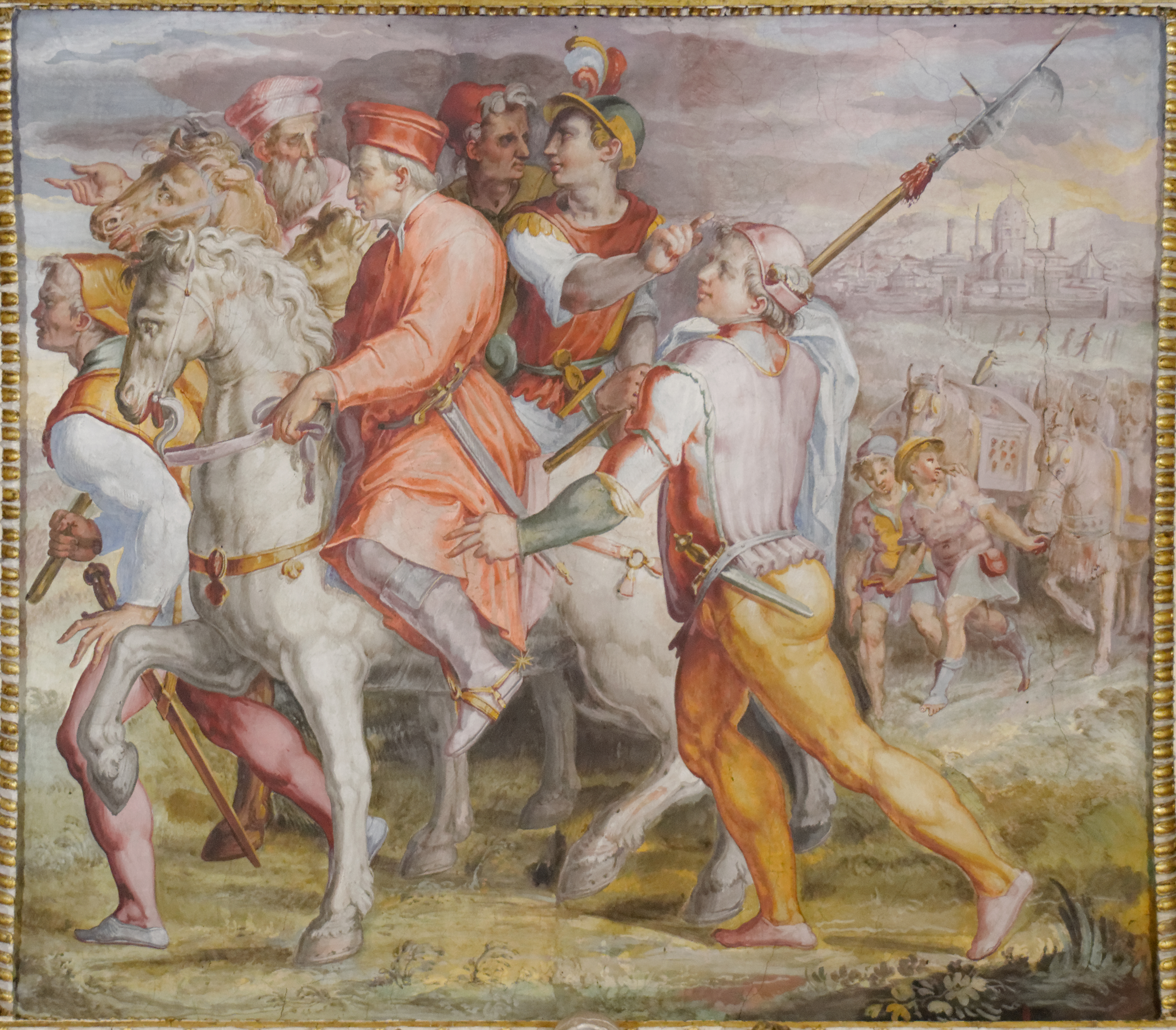
科西莫遭流放，旧宫（ Palazzo Vecchio）

科西莫的权力来自于他的财富，他常常会利用这个去控制投票。因为佛罗伦萨标榜民主，所以科西莫掩饰自己的政治野心，并不经常插手公共事务。当时的锡耶纳教區主教，后来的教宗庇护二世曾说“政治事务都是在科西莫的办公室解决的，公共事务则由他挑选的人掌控……他决定着是战争还是和平……他是事实上的国王。”

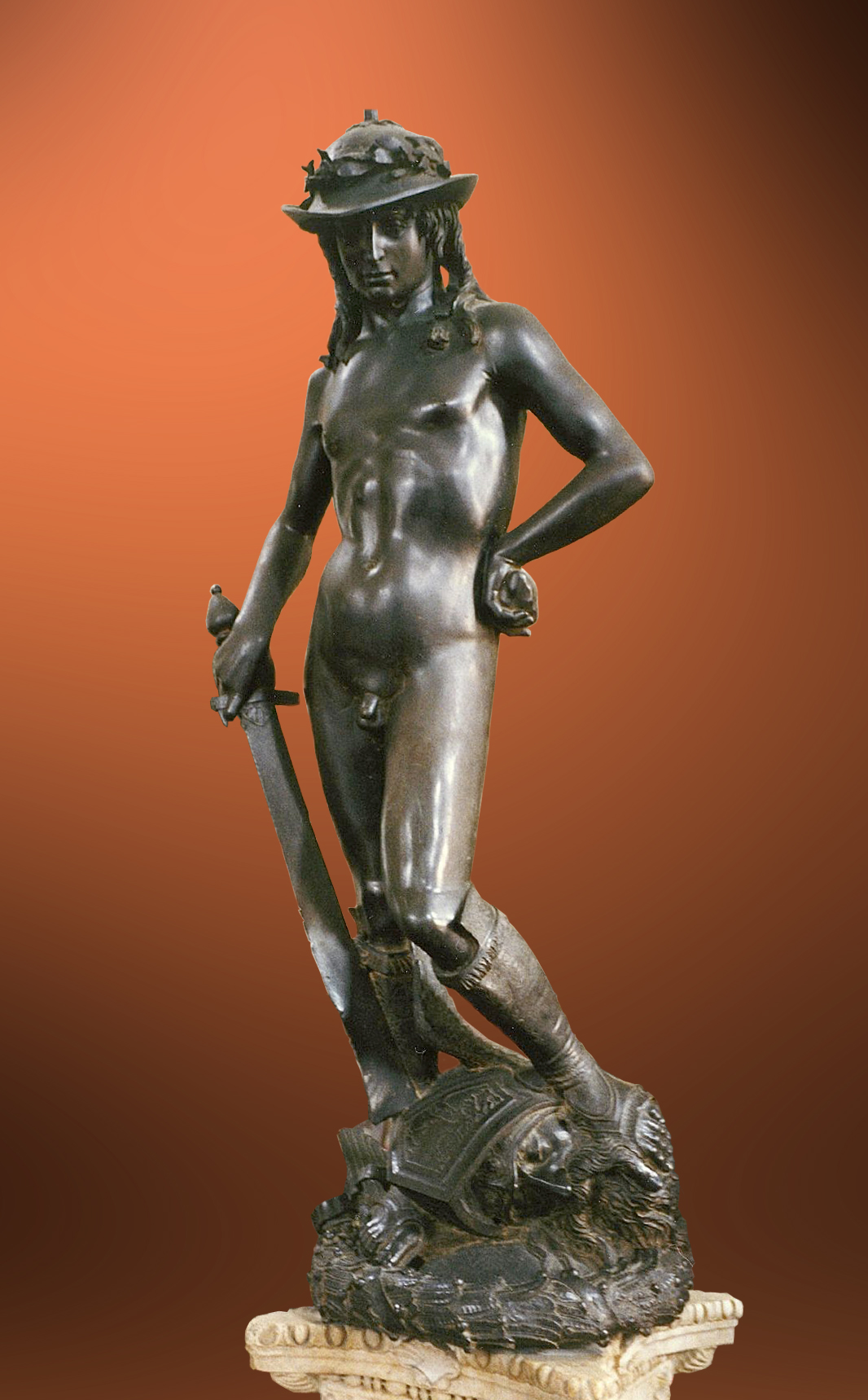
科西莫委任多那太羅雕塑的文藝復興時期名作大衛王像

1433年，在科西莫权倾佛罗伦萨的时候，先前被他放弃掌控的公共事务部分越来越成为反美第奇的聚集地。那年的9月，因为对卢卡发动的战争失败，科西莫被判入狱，但他成功的把监禁改成了流放。科西莫先是去了帕多瓦，然后又到威尼斯，因为他的影响力和金钱，许多支持者也一直跟随着他。一年之内，因为国内的战斗太过激烈，以致政府不得不取消了科西莫的流放令。1434年，他返回佛罗伦萨，受到全體公民高度的歡迎。在此后漫长的余生裡，他一直保持着对佛罗伦萨强大的影响力。

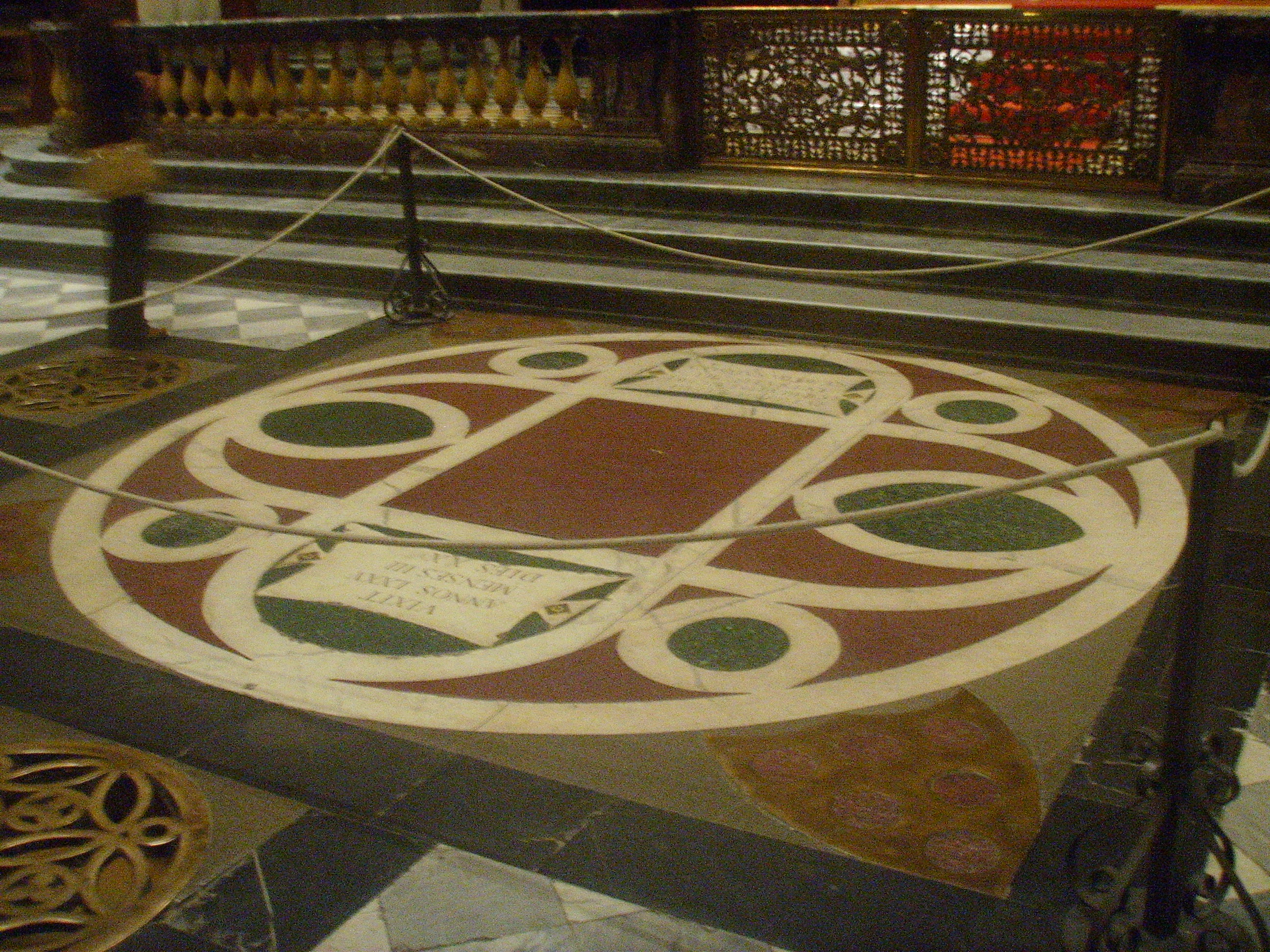
佛羅倫斯聖老楞佐聖殿中的科西莫墓

1464年科西莫在卡里奇去世，由他的儿子皮耶罗继承遗产，后者是「豪华者」洛伦佐·德·美第奇的父亲。佛罗伦萨政府授予了他「国父」的称号，这个荣誉曾一度被授予西塞罗。

## 后代
科西莫有两个儿子：
- 皮耶罗·迪·科西莫·德·美第奇
- 乔凡尼·迪·科西莫·德·美第奇（英语：Giovanni di Cosimo de' Medici）

此外，他还有一个私生子：卡洛（1428年－1492年）后来成为教長。
| 科西莫·德·美第奇 麥地奇家族出生于：1389年9月27日逝世於：1464年8月1日 | 科西莫·德·美第奇 麥地奇家族出生于：1389年9月27日逝世於：1464年8月1日 | 科西莫·德·美第奇 麥地奇家族出生于：1389年9月27日逝世於：1464年8月1日 |
| 統治者頭銜                                                           | 統治者頭銜                                                           | 統治者頭銜                                                           |
| -------------------------------------------------------------------- | -------------------------------------------------------------------- | -------------------------------------------------------------------- |
| 前任： 无                                                            | 佛罗伦萨僭主 1434年－1464年                                          | 繼任： 皮耶罗一世·德·美第奇                                          |